# Nephodia pecalba
Nephodia pecalba là một loài bướm đêm trong họ Geometridae.